# کلان‌شهر آلتوس میراندینوس
کلان‌شهر آلتوس میراندینوس (به اسپانیایی: Altos Mirandinos) یک منطقهٔ مسکونی در ونزوئلا است که در میراندا واقع شده‌است. کلان‌شهر آلتوس میراندینوس ۴۵۴٬۹۲۹ نفر جمعیت دارد.

## نگارخانه

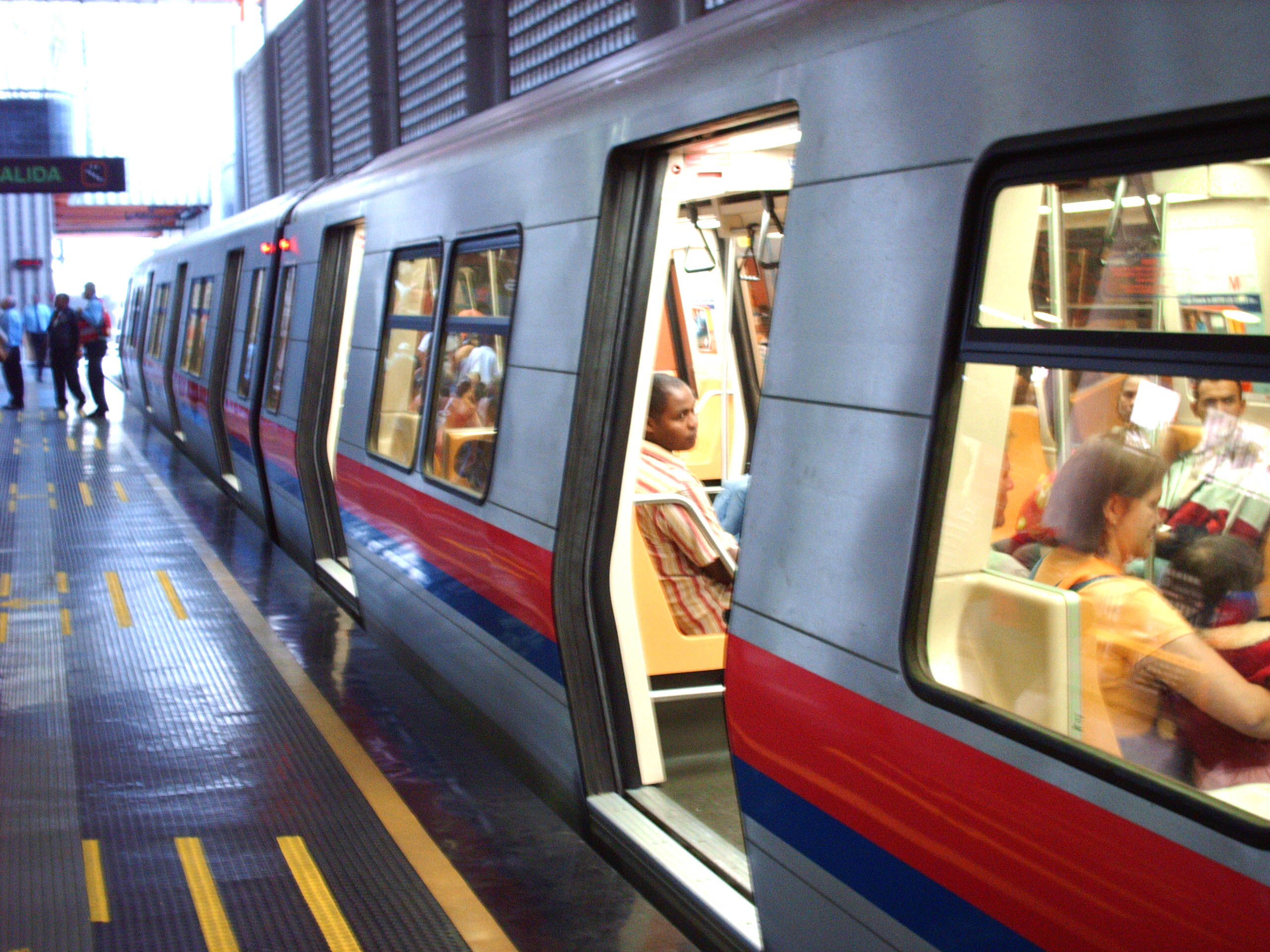
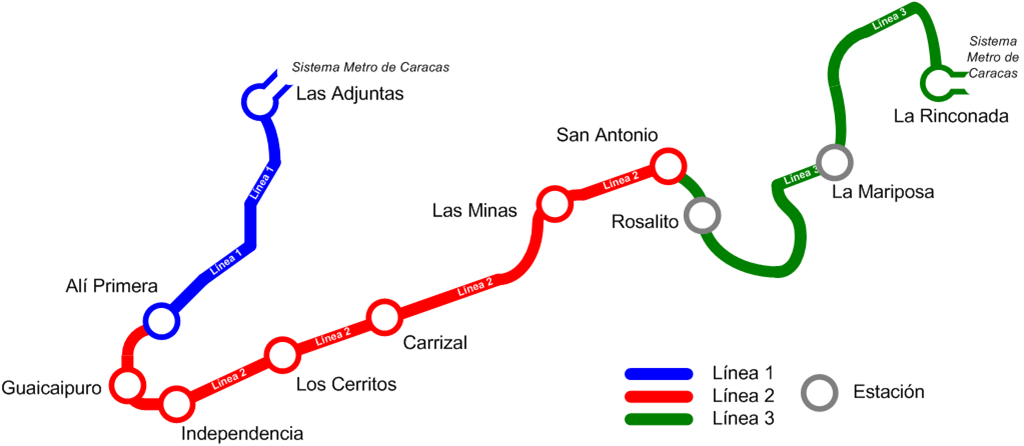